# Múmin-völgyi kalandok
A Múmin-völgyi kalandok (angol cím: Moominvalley, finn cím: Muumilaakso) 2019-tól vetített brit–finn 3D-s számítógépes animációs dráma sorozat, amelyet Marika Makaroff és Steve Box alkotott.
A sorozat producerei John Woolley, Marion Edward, Louise Holmes és Steve Dorrance. A zeneszerzői Samuli Kosminen, Jarmo Saari és Pekka Kuusisto. A sorozat gyártója a Gutsy Animations, forgalmazója a PGS Entertainment.
Az Egyesült Királyságban 2019. február 1-én a Sky One, míg Magyarországon az M2 mutatta be 2021. március 4-én.

## Cselekmény
A sorozat főszereplője Múmin, aki kíváncsi, kedves és érzékeny. Épp a felnőtté válás útját járja. A szüleivel, Múminmamával és Múminpapával él. Múmin kalandjaihoz csatlakoznak a barátai, Vándor, Pöttöm, Mafli és Bájocska.

## Szereplők
| Szereplők | Angol hang                                     | Finn hang                                         | Magyar hang         |
| --------- | ---------------------------------------------- | ------------------------------------------------- | ------------------- |
| Múmin     | Taron Egerton (1–2. évad) Jack Rowan (3. évad) | Joonas Nordman                                    | Rada Bálint         |
| Múminmama | Rosamund Pike                                  | Satu Silvo                                        | Németh Kriszta      |
| Múminpapa | Matt Berry                                     | Ville Haapasalo                                   | Kálloy Molnár Péter |
| Vándor    | Edvin Endre                                    | Olavi Uusivirta                                   | Szatory Dávid       |
| Pöttöm    | Bel Powley                                     | Kiti Kokkonen (1–3. évad) Aksa Korttila (4. évad) | Ágoston Katalin     |
| Bájocska  | Akiya Henry                                    | Alina Tomnikov                                    | Lamboni Anna        |
| Mafli     | Warwick Davis                                  | Markku Haussila                                   | Kovács Lehel        |
| Böngész   | Joe Wilkinson                                  | Taisto Oksanen                                    | Bácskai János       |
| Mórika    | N/A                                            | N/A                                               | Kiss Erika          |

### Magyar változat
- Bemondó: Károlyi Lili
- Magyar szöveg: Muráth Péter
- Szerkesztő: Horváth Márta
- Hangmérnök és vágó: Csomár Zoltán és Soltész Márton
- Rendezőasszisztens: Soós Imréné
- Szinkronrendező: Ambrus Zsuzsa
- Produkciós vezető: Fodor Eszter

A szinkron az MTVA megbízásából a Mahir stúdióban készült.

## Évados áttekintés
| Évad | Évad | Epizód | Eredeti sugárzás   | Eredeti sugárzás  | Eredeti adó       | Magyar sugárzás   | Magyar sugárzás   | Magyar adó |
| Évad | Évad | Epizód | Évadpremier        | Évadfinálé        | Eredeti adó       | Évadpremier       | Évadfinálé        | Magyar adó |
| ---- | ---- | ------ | ------------------ | ----------------- | ----------------- | ----------------- | ----------------- | ---------- |
|      | 1    | 13     | 2019. február 1.   | 2019. május 20.   |                   | 2021. március 4.  | 2021. március 22. |            |
|      | 2    | 13     | 2021. december 21. | 2020. április 12. | 2021. március 23. | 2021. április 8.  |                   |            |
|      | 3    | 13     |                    |                   |                   | 2023. február 26. |                   |            |

### 1. évad (2019)
| #   | #   | Angol cím                        | Finn cím                          | Magyar cím            | Angol premier     | Magyar premier    |
| --- | --- | -------------------------------- | --------------------------------- | --------------------- | ----------------- | ----------------- |
| 1.  | 1.  | Little My Moves In               | Pikku Myy tuli taloon             | Pöttöm színrelép      | 2019. február 1.  | 2021. március 4.  |
| 2.  | 2.  | The Spring Tune                  | Kevätlaulu                        | Vándor tavaszi dala   | 2019. március 4.  | 2021. március 5.  |
| 3.  | 3.  | The Last Dragon In The World     | Maailman viimeinen lohikäärme     | Az utolsó sárkány     | 2019. március 11. | 2021. március 8.  |
| 4.  | 4.  | Moominsummer Madness             | Kelluva teatteri                  | Szentivánéji rémálom  | 2019. március 18. | 2021. március 9.  |
| 5.  | 5.  | The Golden Tale                  | Kultainen häntä                   | Az aranybojt          | 2019. március 25. | 2021. március 10. |
| 6.  | 6.  | The Secret Of The Hattifatteners | Hattivattien saari                | A hattivattik titka   | 2019. április 1.  | 2021. március 11. |
| 7.  | 7.  | Snufkin And The Park Keeper      | Nuuskamuikkunen ja Puistonvartija | Vándor és a parkőr    | 2019. április 8.  | 2021. március 12. |
| 8.  | 8.  | Monster Fish                     | Muumipapan kalajuttu              | A tengeri szörny      | 2019. április 15. | 2021. március 15. |
| 9.  | 9.  | Night Of The Groke               | Yksin kotona                      | Rémes éj              | 2019. április 22. | 2021. március 16. |
| 10. | 10. | Moominmamma's Maid               | Muumimamman apulainen             | A cseléd              | 2019. április 29. | 2021. március 17. |
| 11. | 11. | Ghost Story                      | Kummitustarina                    | Kísértethistória      | 2019. május 6.    | 2021. március 18. |
| 12. | 12. | The Invisible Child              | Näkymätön lapsi                   | A láthatatlan gyermek | 2019. május 13.   | 2021. március 18. |
| 13. | 13. | The Fanciest Fungie              | Näkymätön lapsi                   | Ősöm a hősöm          | 2019. május 20.   | 2021. március 22. |

### 2. évad (2019–2020)
| #   | #   | Angol cím                         | Finn cím                          | Magyar cím                      | Angol premier      | Magyar premier    |
| --- | --- | --------------------------------- | --------------------------------- | ------------------------------- | ------------------ | ----------------- |
| 14. | 1.  | Moomin's Winter Follies           | Latua, herra Virkkunen!           | Téli tusa                       | 2019. december 21. | 2021. március 23. |
| 15. | 2.  | The Fire Spirit                   | Nuuskamuikkunen ja tulenhenki     | A tűzszellem                    | 2019. december 21. | 2021. március 24. |
| 16. | 3.  | Moominpappa & Son                 | Muumipapan uusi yritys            | Múminpapa & fia                 | 2019. december 21. | 2021. március 25. |
| 17. | 4.  | Little My Moves Out               | Kohtalokas pulloposti             | Pöttöm lelép a színről          | 2020. március 2.   | 2021. március 26. |
| 18. | 5.  | The Strange Case Of Mrs Fillyjonk | Rouva Vilijonkan katoamismysteeri | Az eltűnt szomszédasszony esete | 2019. december 21. | 2021. március 29. |
| 19. | 6.  | The Hobgoblin’s Hat               | Taikahattu                        | A varázsló kalapja              | 2020               | 2021. március 30. |
| 20. | 7.  | Thingumy and Bob                  | Tiuhti ja Viuhti                  | Nyifili és Nyaff                | 2020. március 30.  | 2021. március 31. |
| 21. | 8.  | The Trial                         | Omituinen oikeudenkäynti          | A per                           | 2020. március 30.  | 2021. április 1.  |
| 22. | 9.  | Farewell, Snorkmaiden             | Jäähyväiset Niiskuneidille        | Bájocskám, ég veled!            | 2020. április 11.  | 2021. április 2.  |
| 23. | 10. | Moominpappa’s Island              | Muumipapan saari                  | Múminpapa szigete               | 2020. április 12.  | 2021. április 5.  |
| 24. | 11. | Moominmamma’s Mural               | Muumimamman muraali               | Múminmama fest                  | 2020. április 12.  | 2021. április 6.  |
| 25. | 12. | Moomintroll and the Seahorses     | Muumipeikko ja merihevoset        | Múmin és a csikók               | 2020. április 13.  | 2021. április 7.  |
| 26. | 13. | November                          | Muumilaakson marraskuu            | November                        | 2020. április 13.  | 2021. április 8.  |

#### 3. évad (2022)
| # | #   | Angol cím                     | Finn cím                         | Magyar cím               | Angol premier | Magyar premier |
| - | --- | ----------------------------- | -------------------------------- | ------------------------ | ------------- | -------------- |
|   | 1.  | Homecoming                    | Kotona jälleen!                  | Hazatérés                |               |                |
|   | 2.  | Moomintroll's Grand Adventure | Muumipeikon suuri seikkailu      | Múmin nagy kalandja      |               |                |
|   | 3.  | Brisk and Breezy              | Leirinjohtaja Virkkunen          | Fürgén, mint a szél      |               |                |
|   | 4.  | Inventing Snork               | Niisku löytää ystävän            | Az új Fürkész            |               |                |
|   | 5.  | The Stinky Caper              | Haisulin kopla                   | Bűz-mókás tolvajlás      |               |                |
|   | 6.  | Toffle's Tall Tales           | Tuhton hurjat tarinat            | Tufli meséi              |               |                |
|   | 7.  | Winter Secrets                | Talvisia salaisuuksia            | Téli titkok              |               |                |
|   | 8.  | Lonely Mountain               | Yksinäisten vuorten seikkailu    | A magányos-hegy          |               |                |
|   | 9.  | Mrs Fillyjonk's Last Hurrah   | Vilijonkan viimeiset villitykset | Kalamáliné víg végnapjai |               |                |
|   | 10. | Snufkin and the Fairground    | Nuuskamuikkunen ja huvipuisto    | Vándor a vidámparkban    |               |                |
|   | 11. | Call of the Hattifatteners    | Hattivattien kutsu               | Hattivatti hazatér       |               |                |
|   | 12. | Moominmamma's Flying Dream    | Muumimamman lentävä unelma       | Múminmama és a repülés   |               |                |
|   | 13. | Midsummer Magic               | Juhannuksen taikaa               | Szentivánéji varázs      |               |                |